# Tuberculina persicina
Tuberculina persicina är en svampart som först beskrevs av Ditmar, och fick sitt nu gällande namn av Pier Andrea Saccardo 1881. Tuberculina persicina ingår i släktet Tuberculina och familjen Helicobasidiaceae.   Inga underarter finns listade i Catalogue of Life.